# José de Bettencourt da Silveira e Ávila Júnior
José de Bettencourt da Silveira e Ávila Júnior (Horta, ilha do Faial, 13 de Março de 1873 – Lisboa, 17 de Abril de 1936) foi um Marinheiro português, exerceu o cargo de oficial da Marinha Mercante portuguesa.

## Relações Familiares
Foi filho de José Bettencourt da Silveira e Ávila (9 de Maio de 1837 -?) e de D. Emília Dulce Coelho Borges (21 de Junho de 1847 -?), casou em Santos-o-Velho, Lisboa, em 10 de Junho de 1905 com D. Maria Guilhermina de Barcellos Carvalhal Machado Brandão (16 de Junho de 1874 -?), de quem teve um filho:
1. José de Bettencourt da Silveira e Ávila (24 de Março de 1906 -?)